# Hello! MTV Unplugged

Hello! MTV Unplugged es el tercer álbum en vivo del músico argentino Charly García. Fue grabado en vivo el 4 de mayo de 1995 en los estudios de MTV, en Miami, EE. UU.. Luego de despedir a su banda (Cassandra Lange) varias veces, García los retomaría (sin Juan Carlos Bellia) para hacer este recital, e incluiría a los hermanos Di Salvo para darle un toque más acústico con las cuerdas.

## Antecedentes y grabación
En el concierto grabado en Miami, el músico argentino estuvo acompañado por María Gabriela Epumer, en guitarra; Fabián Quintiero, en teclados y bajo; Fernando Samalea, en batería; Érica Di Salvo, en violín; y Ulises Di Salvo, en cello. La mezcla del disco fue realizada por Joe Blaney, el estadounidense responsable de producir el innovador Clics modernos y su presentación oficial en Buenos Aires se produjo sobre fines de ese año en el porteño Teatro Gran Rex.
El concierto brindado en los estudios de Miami se destacó por el nivel de precisión alcanzado por Charly, quien en esos años comenzaba a transitar su período conocido como Say No More, marcado muchas veces por sus caóticas presentaciones. Con la dicha producción de Joe Blaney y el rol determinante de María Gabriela Epumer, el medley de Serú Girán y versiones renovadas de clásicos como “Yendo de la cama al living”, “Ojos de videotape” y “Rezo por vos” se convirtieron en piezas claves de un gran Unplugged. Para la compañía fue el mejor de los comienzos, pero para Charly fue el final de esa formación. Luego del show hubo una pelea y la banda se desarmó. “Podríamos haber salido a tocar el Unplugged por todo el continente, con este gran disco”, se lamenta Quintiero.

## Lista de canciones
Todas las canciones escritas y compuestas por Charly García, excepto donde se indica. 
| N.º   | Título                                                  | Duración |  |
| 1.    | «Yendo de la cama al living»                            | 4:22     |  |
| 2.    | «Rezo por vos» (Spinetta/García)                        | 4:48     |  |
| 3.    | «Fanky»                                                 | 4:27     |  |
| 4.    | «Pasajera en trance»                                    | 3:23     |  |
| 5.    | «Serú Girán medley (Serú Girán/Eiti Leda/Viernes 3 AM)» | 6:56     |  |
| 6.    | «Cerca de la revolución»                                | 5:06     |  |
| 7.    | «Promesas sobre el bidet»                               | 3:06     |  |
| 8.    | «No soy un extraño»                                     | 4:22     |  |
| 9.    | «Los dinosaurios»                                       | 3:40     |  |
| 10.   | «Chipi Chipi»                                           | 3:43     |  |
| 11.   | «La sal no sala»                                        | 4:44     |  |
| 12.   | «Nos siguen pegando abajo (Pecado mortal)»              | 3:21     |  |
| 13.   | «Ojos de videotape»                                     | 4:06     |  |
| 14.   | «Demoliendo hoteles»                                    | 5:29     |  |
| 15.   | «Fifteen Forever» (Casandra Lange)                      | 2:52     |  |
| 61:54 |                                                         |          |  |

«Fifteen Forever» es el séptimo tema de la banda sonora Funes, un gran amor, compuesta por el mismo Charly, la cual nunca fue editada oficialmente en formato físico.

## Músicos
- Charly García: Piano Baldwin, órgano, guitarra acústica rítmica y voz.
- María Gabriela Epumer: Guitarra acústica solista, bajo acústico y voz.
- Fabián Quintiero: Órgano Hammond, bajo acústico y coros.
- Fernando Samalea: Batería y bandoneón.
- Erika Di Salvo: Violín.
- Ulises Di Salvo: Chelo.

## Ficha técnica
- Peter Yanilos: Ingeniero.
- Jason Griffith: Operador de Tape.
- Joe Blaney: Mezclado en Sony Music Studios, Nueva York.
- Marck Fisher: Segundo Ingeniero.
- Ted Jedsen: Master.
- Coy Páez: Dirección de Arte.

## Certificaciones
| País      | Organismo certificador | Certificación | Ventas certificadas | Ref.  |
| --------- | ---------------------- | ------------- | ------------------- | ----- |
| Uruguay   | CUD                    | Oro           | 3 000               | [ 3 ] |
| Argentina | CAPIF                  | Oro           | 50 000              | [ 4 ] |